# تندی نیوتون
تندیو ملانی "تندی" نیوتون (به انگلیسی: Thandiwe Melanie "Thandie" Newton) (زادهٔ ۶ نوامبر ۱۹۷۲) بازیگر انگلیسی است. وی بیشتر به خاطر حضور در فیلم تصادف و مأموریت غیرممکن ۲ مشهور است.

## بخشی از جوایز و افتخارات
- برنده بفتای بهترین بازیگر نقش مکمل زن برای فیلم تصادف در سال ۲۰۰۵

## گزیده فیلم‌شناسی
- لاس زدن (۱۹۹۱)
- مصاحبه با خون‌آشام (۱۹۹۴)
- جفرسون در پاریس (۱۹۹۵)
- بن‌بست (۱۹۹۷)
- محصور (۱۹۹۸)
- محبوب (۱۹۹۸)
- مأموریت غیرممکن ۲ (۲۰۰۰)
- حقیقت درباره چارلی (۲۰۰۲)
- سایه (۲۰۰۳)
- تصادف (۲۰۰۴)
- سرگذشت ریدیک (۲۰۰۴)
- در جستجوی خوشبختی (۲۰۰۶)
- بازجویی از لیو و لیسا (۲۰۰۶)
- نوربیت (۲۰۰۷)
- بدو چاقالو بدو (۲۰۰۷)
- دبلیو (۲۰۰۸)
- راکنرولا (۲۰۰۸)
- چگونه دوستان را از دست بدهیم و مردم را غریبه کنیم (۲۰۰۸)
- ۲۰۱۲ (۲۰۰۹)
- وقفه (۲۰۱۱)
- اعمال خوب (۲۰۱۲)
- گرینگو (۲۰۱۸)
- سیلی (مجموعه تلویزیونی)
- وست‌ورلد (مجموعه تلویزیونی)